# ケン・チャン・チェン・ウェイ
ケン・チャン・チエン・ウェイ （Ken Chan Chien-Wei、1967年6月5日 - ）は、日本・シンガポールの実業家。ペイシャンスキャピタルグループ株式会社創設者兼CEO。

## 人物
1967年6月5日、東京都で生まれる。父親は医師〈両親は華人系シンガポール人だが、家庭での会話は日本語だった〉小学生になると英語・中国語の教育を受けることが重要との考えでシンガポールに移住。中学生になると歌謡曲・アイドルに夢中で、たのきんトリオ・Myojo・週刊平凡のファンになり日本語力が向上。1992年、南カリフォルニア大学を卒業。モルガン・スタンレー証券に入社。2000年10月、 GICReal Estate Pte .Ltd .ヴァイス・プレジデント。2006年4月、 GICリアルエステート・インターナショナル・ジャパン株式会社(現GICジャパン株式会社)代表取締役。2019年9月、ペイシャンスキャピタルグループ株式会社を創設。代表取締役に就任。2023年6月、京阪ホールディングス取締役に就任。10月11日、日本国内の観光関連資産の投資に特化した一任型ファンド「ジャパンツーリズムファンド１」（JTF1）が約350億円でファイナルクローズしたと発表した。11月28日、新潟妙高高原、長野斑尾・野尻湖エリアをリゾート開発 宿泊、飲食、アパレルブランド、レジャー施設誘致を公表〈2000億円規模〉。2024年4月26日、株式会社西武ホールディングスのエグゼクティブアドバイザーに就任。6月27日、長野京急カントリークラブのゴルフ事業譲受。